# Operation Downfall

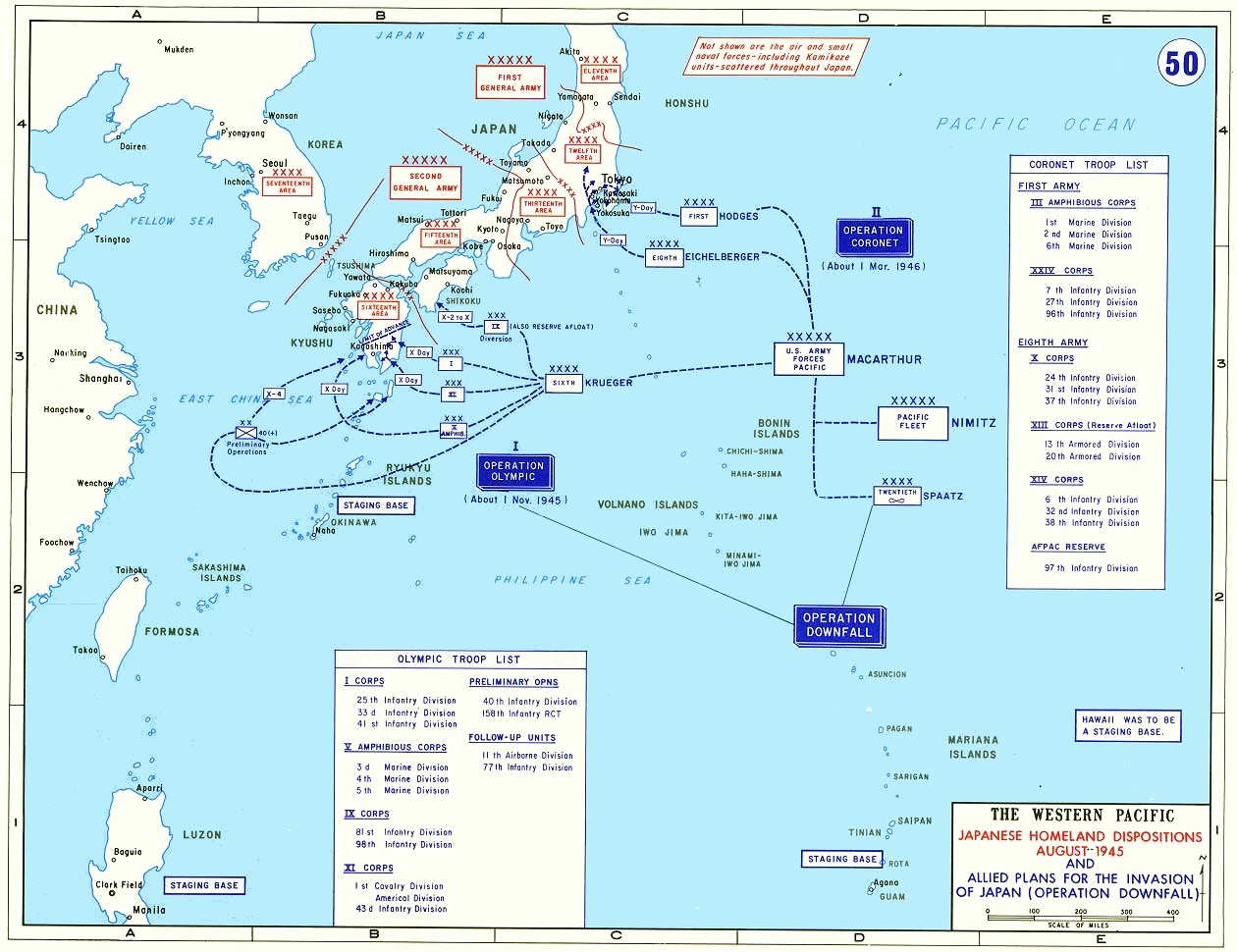
Plan zur Operation Downfall

Die Operation Downfall war der alliierte Plan zur Invasion der Hauptinseln Japans zum Ende des Pazifikkrieges im Zweiten Weltkrieg.
Der Plan war in zwei Teile gegliedert, die Operation Olympic, welche die Invasion von Kyūshū im November 1945 vorsah, sowie die Operation Coronet, welche die Invasion von Honshū nahe bei Tokio im Frühjahr 1946 beinhaltete. Nach den Atombombenabwürfen auf Hiroshima und Nagasaki und der Sowjetischen Invasion der Mandschurei kapitulierten die Japaner jedoch, bevor die Pläne umgesetzt wurden.

## Vorgeschichte
Schon 1943 kamen die Oberkommandierenden der amerikanischen Streitkräfte darin überein, dass die Japaner spätestens ein Jahr nach den Deutschen kapitulieren sollten. Darin wurden sie bestärkt, als britische Pläne bekannt wurden, die die Einnahme des japanischen Heimatlandes nicht vor dem Frühjahr 1947 vorsahen. Durch einen solchermaßen verlängerten Krieg sahen die Amerikaner die Kampfmoral der eigenen Bevölkerung in Gefahr. Zudem hatte die Sowjetunion auf der Sextant-Konferenz Ende November 1943 eine verpflichtende Erklärung abgegeben, sich dem Krieg im Fernen Osten anzuschließen, sobald der Krieg mit Deutschland beendet sei.

Im Sommer 1944 kam es dann auch zu der lang erwarteten hohen Opferzahl des Zweiten Weltkriegs, mit der Invasion in der Normandie in Europa und der Schlacht um die Marianen-Inseln im Pazifik. Amerika litt spätestens ab diesem Zeitpunkt an einem Mangel an Soldaten. Dies machte sich auch auf der politischen Bühne bemerkbar, wo Kriegsminister Henry Stimson und der Armeestabschef George C. Marshall konträre Meinungen zu dem Problem vertraten. Während Stimson sich große Sorgen um die Truppeneinsatzmöglichkeiten an den Fronten machte, sah Marshall die Sache wesentlich optimistischer. Die Kompromisslösung bestand darin, bis Mitte Februar die letzten neun ungebundenen Divisionen über den Atlantik zu schicken, darunter zwei, die speziell für die Invasion Japans ausgebildet worden waren. In der Zwischenzeit rückten die Anforderungen für genau diese Operation aber in den Vordergrund, als Briefe, die den kritischen Personalbedarf des Militärs umrissen, von Präsident Roosevelt, Marshall und dem Chef der Marineoperationen Ernest J. King an den Militärausschuss des Repräsentantenhauses geschickt und in der New York Times und anderen Zeitungen am 17. Januar 1945 veröffentlicht wurden.

„Die Armee muss bis zum 30. Juni 600.000 Mann Ersatz für beide überseeische Kriegsschauplätze bereitstellen und wird zusammen mit der Marine insgesamt 900.000 Soldaten einberufen.“

Es folgte Stimsons Ankündigung, dass die monatliche Einberufung des Wahldienstes der Armee, die bereits im Januar 1945 von 60.000 auf 80.000 erhöht worden war, im März noch einmal in Erwartung der Invasion von Japan auf 100.000 Mann pro Monat gesteigert werden muss. Gleichzeitig wurden die AGF-Ersatzausbildungszentren ausgebaut und erreichten im Juni, Monate nachdem US-Divisionen an der Elbe zum Stillstand gekommen waren, einen Kriegshöchststand von 400.000.

## Planung
Im weiteren Kriegsfortschritt sahen sich die Joint Chiefs of Staff (JCS) immer mehr mit der Aussicht konfrontiert, dass eine bedingungslose Kapitulation von Japan eine Invasion des japanischen Heimatlandes erfordern könnte.
Für die Operationsplanung zur Operation Downfall zeichneten die USA verantwortlich. Da zu diesem Zeitpunkt die Entwicklung der Atombombe innerhalb des Manhattan-Projekts noch ein streng gehütetes Geheimnis war und auch in Führungskreisen nur sehr wenige eingeweiht waren, spielte sie bei der Planung keine Rolle.
Einige wichtige Offiziere der US-Navy und der Army Air Force, angeführt von Flottenadmiral Ernest J. King, Chief of Naval Operations, und General Henry H. Arnold, Chief of the Army Air Force, argumentierten, dass eine Kombination aus Seeblockaden und Luftangriffen eine Japanische Kapitulation ohne die Notwendigkeit einer Bodeninvasion ermöglichen würde. Der Chief of Staff of the Army, General George C. Marshall, und seine Armeeplaner glaubten jedoch, dass Japans Kapitulation zu den von den Alliierten geforderten Bedingungen nur durch eine Invasion seines Heimatgebiets sichergestellt werden könne. Beide Seiten hatten legitime Argumente vorgebracht, aber die Debatte schien auch den organisatorischen Wettbewerb zwischen den Streitkräften widergespiegelt zu haben.
Für eine Invasion in Japan musste eine gemeinsame Führung aus den bisher geteilten Pazifikkommandos gebildet werden. Nach einigem Kompetenzgerangel zwischen den verschiedenen Führungsebenen der unterschiedlichen Waffengattungen einigte man sich auf US-General Douglas MacArthur.
Die Gesamtplanung für Downfall wurde den höchsten Ebenen der US-Kommandostruktur unternommen. Verantwortlich zeichneten neben General MacArthur:
- Fleet Admiral Chester W. Nimitz – Oberbefehlshaber der alliierten Marineeinheiten im Pazifik und Commander in Chief, Pacific Ocean Areas (CINCPOA),
- Fleet Admiral Ernest J. King – Chief of Naval Operations (CNO),
- Fleet Admiral William D. Leahy – Vorsitzender der Combined Chiefs of Staff,
- General of the Army George C. Marshall – Chief of Staff of the Army,
- General of the Army Henry H. Arnold – Oberbefehlshaber der United States Army Air Forces[5]

Mitte 1944 begann sich dann ein Konsens über die Notwendigkeit zu bilden, eine Invasion zumindest zu planen und vorzubereiten. Daher bereitete die Armeeabteilung des Joint War Plans Committee (JWPC) eine Studie über das damals umstrittene Thema der Operationen gegen Kyūshū vor, wobei sie völlig unabhängig von den Marinemitgliedern des Komitees arbeitete.
Anfang Juli des Jahres genehmigten die Joint Chiefs of Staff einen Bericht seines Joint Planning Staff (JPS), wonach die bedingungslose Kapitulation durch die Untergrabung der Fähigkeit und des Willens Japans zum Widerstand durch See- und Luftblockaden, intensive Luftangriffe und die Zerstörung der japanischen Luft- und Seestreitkräfte erreicht werden sollte; und letztendlich auch durch die Invasion und Eroberung von Zielen im japanischen Industriekern.
Dieser Bericht forderte die Invasion der Ryūkyū-Insel Okinawa und der japanischen Heimatinsel Kyūshū, um Stützpunkte für eine entscheidende Bodeninvasion in der Tokio-Ebene zu starten, der Region um die japanische Hauptstadt auf der zentralen Insel Honshū. Er wurde die Grundlage für eine vereinbarte Erklärung bei der Octagon-Konferenz in Québec zwischen US-Präsident Franklin D. Roosevelt und dem britischen Premierminister Winston Churchill.
Die Pläne für Downfall wurden von den Combined Chiefs of Staff erstmals Anfang 1945 auf der Argonauten-Konferenz auf Malta erarbeitet. Am 9. Februar 1945, nur wenige Tage vor dem historischen Drei-Mächte-Treffen in Jalta, wurden US-Präsident Franklin D. Roosevelt und der britische Premierminister Winston Churchill über die Schlussfolgerungen von Argonaut informiert. Damals postulierte das strategische Konzept der zukünftigen Operationen im Pazifik die Niederlage Japans innerhalb von 18 Monaten nach der Kapitulation Deutschlands.
Am 3. April 1945 wurden von den Joint Chiefs of Staff General Douglas MacArthur und Admiral Chester Nimitz beauftragt Pläne zu entwickeln und mit den Vorbereitungen für eine Invasion von Kyūshū zu beginnen. Dies war aber nur eine reine Planungsrichtlinie, kein Ausführungsauftrag.
Selbst zu diesem Zeitpunkt zögerten Admiral King und Admiral Leahy, die Invasionsentscheidung als vollendete Tatsachen zu behandeln. Obwohl sie sich nicht direkt gegen eine Invasion aussprachen, befürworteten sie weiterhin Zwischenziele entlang der chinesischen Küste. Aber mit der Invasion von Okinawa Anfang April 1945 verspürten die militärischen und zivilen Führer der USA eindeutig einen wachsenden Druck, den nächsten Schritt in der Pazifikstrategie festzulegen. Ende April einigte man sich darauf, Anweisungen für pazifische Kommandeure zu formulieren, die darauf abzielten, mit einer Invasion auf Kyūshū fortzufahren.
Die Wahl des Oberbefehlshabers der Gesamtoperation fiel zwischen MacArthur und Nimitz. Unterdessen gaben beide eine gemeinsame Empfehlung in einem Punkt ab, in dem sie sich einig waren. Dies war das Zieldatum für die Invasion von Kyūshū, das der 1. November 1945 sein sollte. Die Planungsrichtlinie vom 3. April hatte noch den 1. Dezember als Invasionsdatum für Kyūshū und den 1. März 1946 für Honshū angegeben. Sowohl MacArthur als auch Nimitz argumentierten, dass die Planung der Invasion von Kyūshū bis zum 1. Dezember die Operation Wetterunwägbarkeiten aussetzen würde, die dazu führen könnten, dass sie auf das Frühjahr 1946 verschoben wird, was zu einer erheblichen Verzögerung der Beendigung des Krieges führen würde.
Am 25. Mai 1945 schickten die Joint Chiefs of Staff schließlich eine Anweisung, in der MacArthur die „Hauptverantwortung für die Durchführung der Operation OLYMPIC“ (Deckname für die Kyūshū-Invasion) zugewiesen und der 1. November als Datum festgelegt wurde. Die Invasion von Honshū (Deckname CORONET) blieb für den 1. März 1946 geplant.
Die vorgeschlagenen Ziele waren:
1. Nach der Okinawa-Operation (Operation Iceberg) zusätzliche Positionen zu besetzen um die Bombardierungen Japans zur Blockade zu intensivieren, um eine günstige Situation zu schaffen für:
2. Einen Angriff auf Kyūshū mit dem Ziel, die japanischen Möglichkeiten weiter zu reduzieren, indem große feindliche Streitkräfte eingedämmt und zerstört werden und die Blockade und Bombardierung weiter intensiviert werden, um eine taktische Bedingung zu schaffen, die günstig ist für:
3. Die entscheidende Invasion des industriellen Herzens Japans durch die Tokyo-Ebene.[7]

Japan selbst bot landschaftlich viele Möglichkeiten für Landungstruppen. Die geeignetsten Strände lagen auf der südlichen Insel Kyūshū und der Kanto-Ebene südwestlich und südöstlich von Tokio. Daher wurde eine Invasion in zwei Schritten beschlossen. Mit der Operation Olympic sollte zuerst Kyūshū eingenommen werden, damit dort Militärflugplätze errichtet werden konnten. Mit diesen wäre es möglich gewesen, der folgenden Operation Coronet verstärkte Luftunterstützung in der Bucht von Tokio zu gewähren.

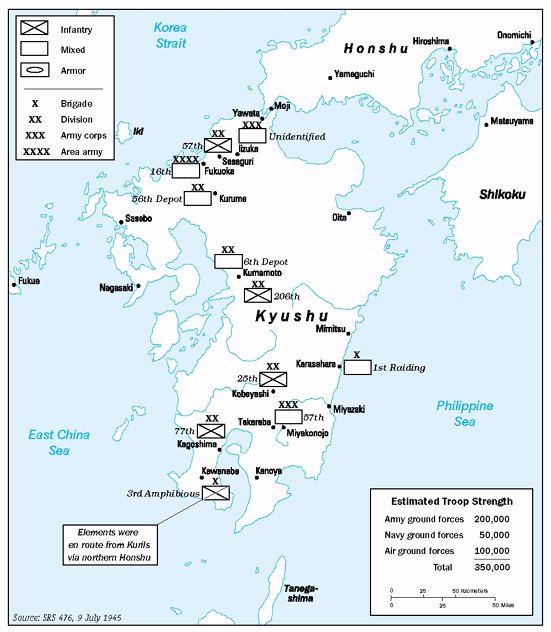
Geschätzte japanische Truppenstärke auf Kyūshū (9. Juli 1945)

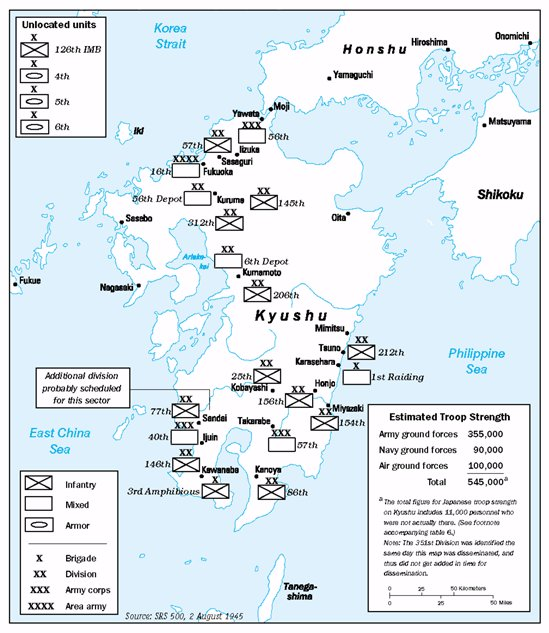
Geschätzte japanische Truppenstärke auf Kyūshū (2. August 1945)

Zur Vorbereitung gehörte auch das Ausspähen der japanischen Einheiten, die zur Verteidigung des Mutterlandes bereitstanden. Basierend auf Anfang 1945 gewonnenen geheimdienstlichen Berichten lauteten die Voraussagen wie folgt:
- Der Invasion wird sich nicht nur das japanische Militär entgegenstellen, sondern auch eine fanatische, feindlich gesinnte Zivilbevölkerung.
- Zu Beginn der Operation Olympic werden drei feindliche Divisionen im südlichen Kyūshū stationiert sein und noch einmal drei im Norden der Insel.
- Die gesamte feindliche Streitmacht gegen die Operation Olympic wird acht bis zehn Divisionen nicht übersteigen. Diese Anzahl kann aber schnell erreicht werden.
- Auf Honshū werden zu Invasionsbeginn 21 feindliche Divisionen stationiert sein, davon allein 14 in der Kanto-Ebene.
- Die Japaner werden höchstwahrscheinlich ihre landbasierte Luftwaffe auf das asiatische Festland verlegen, um sie vor amerikanischen Angriffen zu schützen. Unter diesen Umständen ist es möglich, dass eine Flotte von 2.000 bis 2.500 Kampfflugzeugen bei einer stetig weiter produzierenden Industrie aufgebaut werden kann und diese auch bei der vorgesehenen Invasion auf Kyūshū gegen die Landungstruppen eingesetzt werden wird. Als Zwischenstützpunkte können einheimische Flughäfen genutzt werden.

Die Operation Downfall sollte mit Ausnahme eines Teils der British Pacific Fleet eine rein amerikanische Operation sein. Sie forderte den Einsatz des gesamten Marine Corps, der gesamten Pazifikflotte, Elemente der Seventh Air Force, die Eighth Air Force, die erst kürzlich aus Europa verlegt worden war, die Tenth Air Force und die American Far Eastern Air Force. An den Kämpfen wären mehr als 1,5 Millionen Kampfsoldaten, davon 3 Millionen weitere als Unterstützung oder mehr als 40 % aller Soldaten, die 1945 noch Uniform trugen, direkt beteiligt. Es wurde mit extrem hohen Verlusten gerechnet.
Die Joint Chiefs of Staff gingen davon aus, dass der Krieg in Europa am 1. Juli 1945 vorbei sein und die bevorstehende Okinawa-Operation bis Mitte August 1945 abgeschlossen sein würde. Aufgrund dieser Annahme legten sie einen vorläufigen Zeitplan für die Invasion Japans fest. Um die Anzahl der zur Verfügung stehenden Soldaten zu erhöhen, wurde im Sommer 1945 unter den Decknamen Operation Transit damit begonnen, Truppeneinheiten aus Europa über den Panamakanal in den Pazifikraum zu verlegen.
Am 15. Juni 1945 legte das JWPC seinen Entwurf des Papiers dem Joint Planning Staff vor. Ein darauf basierendes Memorandum von Admiral Leahy bereitete das Treffen am 18. Juni mit Präsident Truman vor, bei dem die Pläne zur Beendigung des Krieges mit Japan überprüft werden sollten.

## Operation Olympic
Der Start der Operation Olympic war für den 1. November 1945 (X-Day) vorgesehen. Die alliierte Streitmacht für die Landungen war die größte, die jemals zusammengestellt wurde. Sie bestand aus 42 Flugzeugträgern, 24 Schlachtschiffen und etwa 400 Zerstörern mit ihren Begleitschiffen. Für die Landungen selbst waren 14 US-Divisionen vorgesehen. Als Zwischenbasis stand Okinawa bereit, von wo aus der Südteil von Kyūshū eingenommen werden sollte. Weiterhin gab es einen Plan zur Irreführung, die Operation Pastel, die einen alliierten Angriff auf die Häfen von China vortäuschen sollte.

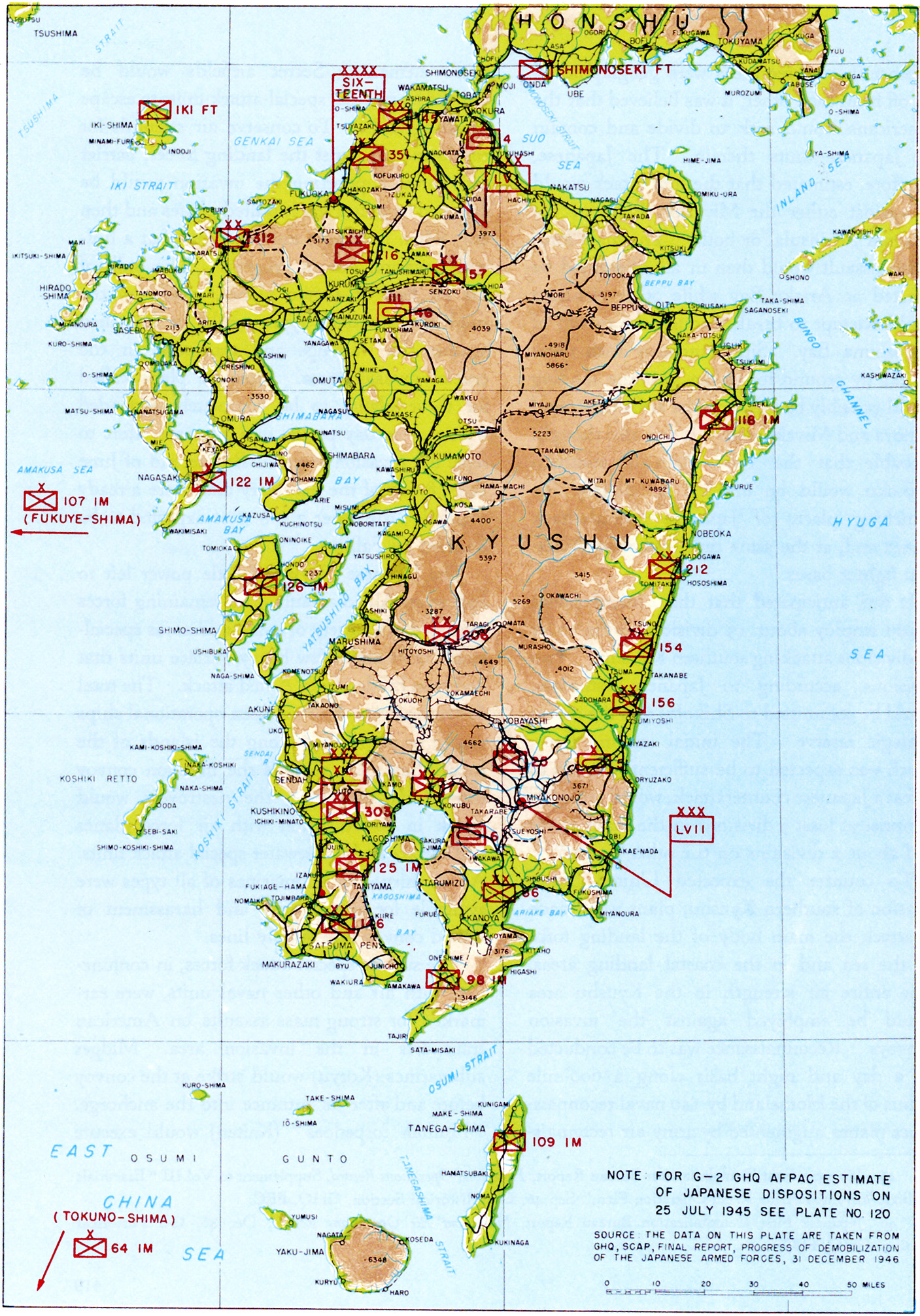
Japanische Stellungen auf Kyūshū

Fünf Tage vor der Hauptinvasion war die Einnahme der Inseln Tanegashima, Yakushima und der Koshiki-Inselkette geplant. Dies resultierte aus den positiven Erfahrungen der Schlacht um Okinawa, wo Ankerplätze für Schiffe, die nicht mehr an den Landungsstränden benötigt wurden, oder für beschädigte Schiffe zur Verfügung gestanden hatten.
General Walter Kruegers 6. US-Armee sollte auf Kyūshū bei Miyazaki, Ariake (heute: Shibushi), und Kushikino (heute: Ichiki-Kushikino) anlanden. Die Eastern Assault Force, bestehend aus der 25., 33. und 41. Infanteriedivision, würde in der Nähe von Miyaski an den nach Automarken benannten Stränden Austin, Buick, Cadillac, Chevrolet, Chrysler und Ford landen und landeinwärts ziehen, um zu versuchen, die Stadt und den nahe gelegenen Flugplatz zu erobern. Die Southern Assault Force, bestehend aus der 1st Cavalry Division, der 43. Division und der Americal Division, würde in der Ariake-Bucht an den Stränden DeSoto, Duesenberg, Essex, Ford und Franklin landen und versuchen, Ariake und die Stadt Kanoya und deren Flugplatz zu erobern.
Das V Amphibious Corps sollte mit der 2., 3. und 5. Marinedivision an den Stränden Pontiac, Reo, Rolls-Royce, Saxon, Star, Studebaker, Stutz, Winston und Zephyr landen und die Hälfte seiner Truppen landeinwärts nach Sendai schicken und die andere Hälfte in die Hafenstadt Kagoshima.
Die Planer gingen davon aus, dass die Amerikaner den Japanern im Verhältnis 3:1 überlegen sein würden, wenn an jeder Landungsstelle ein Korps an Land ginge. Im Frühjahr 1945 war Ariake mit dem danebenliegenden Hafen die einzige schwer bewachte Stelle aller Landungspunkte. Die Einheiten an allen anderen Punkten sollten daher kaum Schwierigkeiten beim Vordringen ins Landesinnere haben.
Die Invasion war allerdings nicht darauf ausgelegt, die komplette Insel zu erobern, sondern nur das südliche Drittel unterhalb einer Linie von Tsuno an der Ostküste bis Sendai im Westen. Von dort aus war geplant, mit ausgebauten Stützpunkten die Operation Coronet zu unterstützen, ganz besonders mit Flughäfen für die US Army Air Forces damit die geplanten Operationen gegen die Industriezentren von Honshū geflogen werden konnten. Dazu wurden vier Flachlandgebiete, die für den Aufbau von großen Flugplätzen geeignet waren, ausgewählt. Eine Ebene erstreckte sich von Kagoshima am Westufer der gleichnamigen Bucht durch einen schmalen Korridor bis zur Kushikino-Ebene am Ostchinesischen Meer. Eine zweite verlief von Shibushi an der Ariake-Bucht nordwärts, durch ein gewundenes Tal nach Miyakonojo; die dritte begann in Kanoya, östlich der Kagoshima-Bucht und folgte der Küste der Ariake-Bucht. Die vierte und größte befand sich nördlich von Miyazaki an der Ostküste.
Um diese Gebiete schnellstmöglich einzunehmen, sollten die ersten Angriffe darauf ausgerichtet sein, die Buchten Kagoshima und Ariake als Transporthäfen zu sichern. Der Vorstoß ins Landesinnere würde dann bis zur Tsuno-Sendai-Linie ausgedehnt, um Gebirgspässe zu blockieren und feindliche Verstärkungen aus dem Norden zu verhindern.

## Operation Coronet
Der Start der Operation Coronet war für den 1. März 1946 (Y-Day) vorgesehen. Die bis dahin größte amphibische Operation aller Zeiten sollte auf Honshū in der Ebene der Hauptstadt Tokio stattfinden. Dazu war der Einsatz von 25 Divisionen vorgesehen. Der 1. US-Armee unter General Courtney H. Hodges war der Kujukuri-Strand auf der Bōsō-Halbinsel zugeteilt, während die 8. US-Armee unter Generalleutnant Robert L. Eichelberger die Invasion bei Hiratsuka in der Sagami-Bucht starten sollte. Anschließend sollten beide Armeen nördlich ins Landesinnere vorstoßen und sich dann in Tokio vereinen.

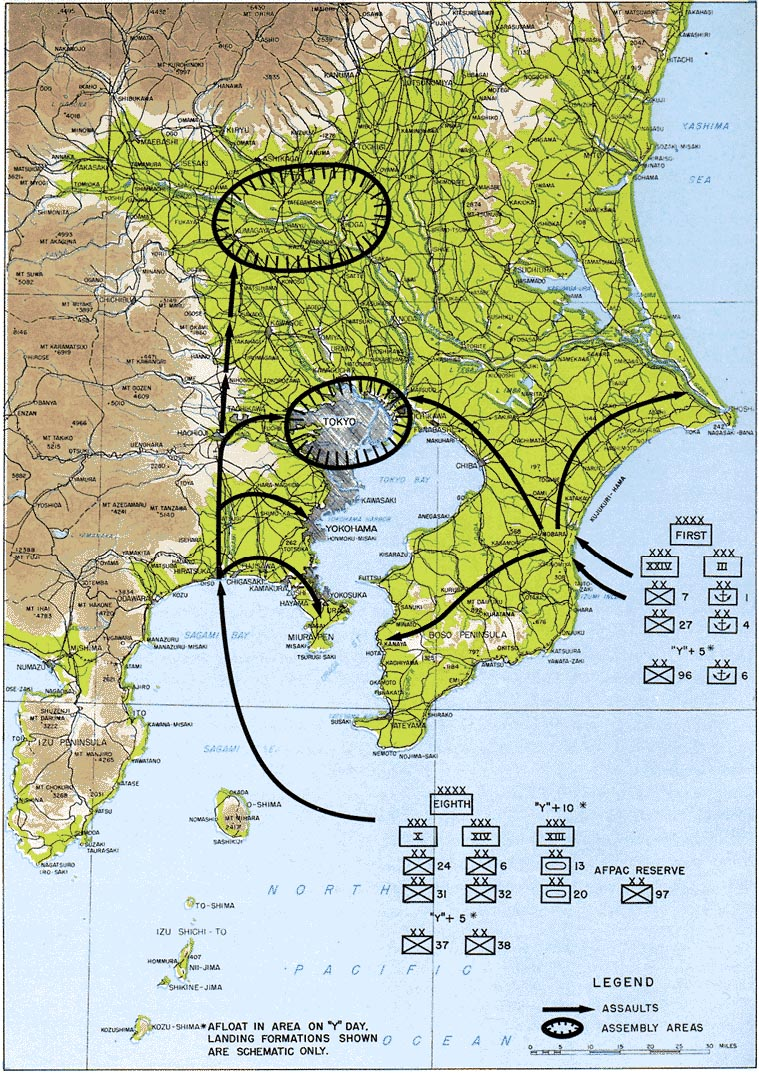
Der Plan zur Operation Coronet

Die Operation Coronet sollte von allen Heeres- und Marinestreitkräften im Pazifik unterstützt und zusätzlich durch zahlreiche aus Europa verlegte Kampfeinheiten ergänzt werden. Die Luft-, See- und Logistikunterstützung würde nach dem gleichen Muster wie bei der Operation Olympic ausgeführt werden, allerdings in einem vergrößerten Maßstab. Die zwischen General MacArthur, Admiral Nimitz und General Spaatz aufgebauten Befehlsbeziehungen sollten fortgeführt werden.
Die Planung sah Landungen von 10 verstärkten Infanteriedivisionen, drei Marinedivisionen und zwei Panzerdivisionen vor. Diese sollten von Stützpunkten auf den Philippinen und im Zentralpazifik kommenden Schiffen und Flugzeugen der Pazifikflotte sowie durch landgestützte Flugzeuge geschützt werden. Eine Verstärkung jeder Armee durch ein Korps von drei Divisionen war für 30 Tage nach dem ersten Angriff vorgesehen. Fünf Tage danach würden eine Luftlandedivision und ein AFPAC-Reservekorps (Army Forces in the Pacific) von drei Divisionen zur Verfügung gestellt. Diese 25 Divisionen sollten die Kanto-Ebene, einschließlich der allgemeinen Gebiete Tokio und Yokohama, einnehmen und dann alle zusätzlichen Operationen durchführen, die erforderlich sind, um den japanischen Widerstand zu brechen. Die strategische Reserve für die gesamte Operation würde aus einem Korps von drei Divisionen auf den Philippinen und einer ausreichenden Anzahl von Divisionen aus den Vereinigten Staaten bestehen, um eine Verstärkung von vier Divisionen pro Monat zu ermöglichen.
Für Zentral-Honshu war zunächst nur der Einsatz amerikanischer Truppen vorgesehen, aber es wurden Pläne für den Heranzug australischer, kanadischer, britischer und französischer Divisionen in den folgenden Phasen des Feldzugs gemacht. Sie würden eingesetzt, falls der japanische Widerstand weitergehen sollte, auch wenn Japan weitgehend in amerikanischer Hand war.

## Der japanische Verteidigungsplan „Ketsu-gō“
Unterdessen arbeiteten die Japaner ihren eigenen Plan aus, da sie eine Invasion bereits während des Sommers 1945 erwarteten. Doch da die Schlacht um Okinawa sich länger als erwartet hinzog, gingen sie davon aus, dass die Amerikaner nicht in der Lage wären, vor der Taifun-Saison eine neue Operation zu starten. Für eine amphibische Operation wäre aber das Wetter dann zu riskant geworden.
Da die Japaner keine realistische Chance mehr sahen, den Krieg gewinnen zu können, setzten sie darauf, das Mutterland mit einer solchen Stärke zu verteidigen, die den Amerikanern eine Eroberung nur unter untragbaren Verlusten möglich machen würde. Dies zielte letztlich auf einen möglichen Waffenstillstand.
Der japanische Plan für die Abwendung der Invasion wurde Operation Ketsu-gō (決号作戦, Ketsu-gō sakusen) genannt, auf Deutsch etwa „Operation Entscheidung“.
Die Einschätzung des japanischen Geheimdienstes war insoweit korrekt, dass das Hauptziel der ersten US-Landungen das südliche Kyūshū sein würde, insbesondere das Gebiet der Kagoshima-Bucht, da dort die Möglichkeit bestand, einen Ankerplatz für Marineeinheiten und Flugplätze zu schaffen. Damit konnten die alliierten Streitkräfte eine bessere Luftabdeckung und Luftunterstützung für die nachfolgenden Operation gewährleisten. Der Süden Kyūshūs befand sich gerade noch innerhalb der maximalen Reichweite von US-Jagdflugzeugen, die von Okinawa aus flogen. Daher bewerteten die Japaner Süd-Kyūshū als erstes Ziel.
Ebenfalls richtig war die Einschätzung, dass die USA nicht versuchen würden, die komplette Insel einzunehmen, sondern irgendwann eine Verteidigungslinie bilden würden, um die neu gewonnenen Stellungen zu halten. Dann würden die neuen, größeren Operationen vorbereitet, damit Truppen in der Nähe von Tokio landen könnten.
Auch die Voraussage der genauen Landestrände auf Kyūshū erfolgte mit fast unheimlicher Präzision. Obwohl die Japaner ursprünglich dachten, dass die Landungen bereits im Juli stattfinden könnten, änderten sie ihre Schätzung aufgrund der Zeit, die die USA brauchten, um Okinawa zu erobern, und des üblichen Endes der Taifun-Saison im Oktober. Somit lagen sie mit ihrer Prognose, dass die Landungen Ende Oktober oder Anfang November stattfinden würden, völlig richtig.

### Kamikaze-Einsatz
Die japanische Abwehr setzte ein besonderes Augenmerk auf den Einsatz von Kamikaze-Flugzeugen. Da selbst die Schulungspiloten der Kampfflugzeuge und Bomber für den Einsatz abkommandiert waren, setzten die Japaner nun Quantität gegen Qualität. Die Armee und Seestreitkräfte hatten bis zum Juli mehr als 10.000 Maschinen einsatzbereit, im Oktober sollten es deutlich mehr sein. Die Japaner planten, alle Flugzeuge einzusetzen, die die Invasionsflotte erreichen konnten.
In der Schlacht um Okinawa war es den Kamikazefliegern gelungen, ein Trefferverhältnis von 9:1 zu erreichen, das heißt, jede neunte Attacke war ein Treffer. In Kyūshū hofften sie durch die besseren Umstände, ein 6:1-Verhältnis zu erreichen. Daher wurde erwartet, dass die Maschinen mehr als 400 Schiffe versenken würden. Dadurch, dass die Piloten auch auf die Erkennung von Transportern, neben Flugzeugträgern und Zerstörern, trainiert wurden, sollten die alliierten Verluste überproportional höher als auf Okinawa ausfallen. Eine Studie des Führungsstabs sprach sogar von einer möglichen Zerstörung eines Drittels oder gar der Hälfte der Invasionsflotte.

### Seestreitkräfte
Durch die sehr hohen Verluste in der See- und Luftschlacht im Golf von Leyte und den Luftangriffen auf ihre Marinebasen hatten die Japaner kaum noch größere Schiffseinheiten als Zerstörer. Im August waren etwa 100 Kleinst-U-Boote des Kōryū-Typs und rund 250 des Kairyū-Typs fertiggestellt. Dazu kamen 800 Sprengboote des Shin’yō-Typs der Armee.

### Bodentruppen
Um einer amphibischen Landeoperation zu begegnen, hat der Verteidiger zwei Möglichkeiten: eine starke Verteidigung der Strände oder eine Verteidigung aus der Tiefe. In einer früheren Phase des Krieges, beispielsweise 1943 auf Tarawa, setzten die Japaner darauf, mit einer starken Streitmacht die Strände zu verteidigen, fast ohne Reserveeinheiten heranziehen zu können. Diese Taktik erwies sich allerdings als sehr anfällig angesichts der Bombardierungen der Küste, die einer Invasion vorangingen. Daher zogen die Japaner später auf Peleliu, Iwo Jima und Okinawa die andere Strategie vor und gruben ihre Einheiten im besser zu verteidigenden Terrain des Hinterlandes ein. Dies führte zu langen, aufreibenden Schlachten mit hohen amerikanischen Verlusten, letztlich allerdings ohne Erfolgsaussichten für die Japaner.
Für die Verteidigung von Kyūshū setzten die Japaner auf eine gemischte Taktik. Die Hauptstreitkräfte lagen einige Kilometer im Inland hinter den Stränden, um einem Bombardement aus dem Weg zu gehen, aber nahe genug, um den Alliierten keine Möglichkeit zu bieten, einen Brückenkopf aufzubauen, bevor sie auf die Verteidiger treffen würden. Die Gegenangriffseinheiten lagen jederzeit eingreifbereit weiter im Landesinneren, um zum meistumkämpften Strand vorrücken zu können.
Im März 1945 lag erst eine Division in Kyūshū. In den nächsten vier Monaten zogen die Japaner aus Mandschukuo, Korea und Nordjapan weitere Einheiten ab und brachten sie nach Kyūshū. Mitte August belief sich die komplette Truppenstärke dort auf etwa 900.000 Soldaten. Es lagen 14 Divisionen und kleinere Truppeneinheiten dort sowie drei Panzerbrigaden.
|                                | Annahme für den 1. November 1945 | Aktuell am 12. Mai 1945 | Aktuell am 16. Juni 1945 | Aktuell am 2. August 1945 |
| ------------------------------ | -------------------------------- | ----------------------- | ------------------------ | ------------------------- |
| Landstreitkräfte der Armee     | 230.000                          | 128.000                 | 160.000                  | 346.000                   |
| Landstreitkräfte der Marine    | 25.000                           | 25.000                  | 45.000                   | 90.000                    |
| Landstreitkräfte der Luftwaffe | 95.000                           | 93.000                  | 95.000                   | 98.000                    |
| Gesamt                         | 350.000                          | 246.000                 | 300.000                  | 534.000                   |

1. ↑  Die in verbreiteten offiziellen Schätzungen für den 2. August 1945 aufgeführten Zahlen umfassten 9.000 zusätzliches Personal in Bodeneinheiten der Armee und 2.000 weitere in Luft-Boden-Komponenten. Diese Streitkräfte waren jedoch nicht wirklich auf Kyūshū stationiert; Sie befanden sich auf den äußeren Ryūkyūs, waren aber dem Hauptquartier der 16. Regionalarmee auf Kyūshū unterstellt worden. Aus Gründen der zeitlichen Konsistenz wurden solche Truppen aus den äußeren Ryūkyūs von den Vergleichen der Streitkräfte auf Kyūshū zu verschiedenen Zeitpunkten in dieser Studie ausgeschlossen.
2. ↑  Die Mitarbeiter von MacArthur gaben ihre eigene Schätzung der aktuellen und zukünftigen Truppenstärken ab. Die aktuelle Gesamtzahl lag etwas unter den Zahlen des US War Department’s Military Intelligence Service (MIS) - 228.000 statt 246.000.
Dies spiegelte eine geringere Anzahl von Truppen wider, die Stützpunkt- und Dienstunterstützungsfunktionen zugeschrieben wurden. Die Schätzungen des Stabs über Bodentruppen der Armee und der Marine – 225.000 bzw. 25.000 – waren fast identisch mit den MIS-Zahlen des Kriegsministeriums. Die Mitarbeiter von MacArthur gingen davon aus, dass das Bodenunterstützungspersonal der japanischen Luftwaffe um bis zu 50.000 reduziert werden würde, wenn Lufteinheiten an Orte auf anderen Inseln verlegt würden, von denen sie immer noch Luftunterstützung mit geringerem Risiko durch die Invasionstruppe leisten könnten. Dieser Unterschied hatte keinen wesentlichen Einfluss auf das Bodenkampfpotential in den Kräfteprojektionen der beiden Nachrichtendienste

Zwar konnten die Japaner viele neue Soldaten rekrutieren, aber es fehlte an Ausrüstung für die Truppe. Im August gab es in ganz Japan 65 Divisionen, die Ausrüstung reichte jedoch nur für etwa 40 und die Munition nur für 30. Zwar setzten die Japaner nicht alles auf den Ausgang der Schlacht um Kyūshū, aber ihre Hauptanstrengungen waren doch so stark darauf ausgerichtet, dass kaum Reserven übrigblieben. So besaßen die Truppen auf Kyūshū etwa 40 Prozent aller Munitionsreserven.

### Ziviler Einsatz
Zusätzlich hatten die Japaner alle Zivilisten aufgerufen, sich in patriotischen Kampfkorps zu organisieren, um Unterstützung zu leisten und auch selbst Kampfeinsätze auszuführen. Grundsätzlich mangelte es an Waffen und Training, aber es wurde erwartet, dass sich jeder mit aller Macht gegen die Invasion stemmen würde.
Unter den sich wiederholenden Variationen des Slogans „Der glorreiche Tod der 100 Millionen“ sollten alle Männer im Alter von 15 bis 60 und alle Frauen im Alter von 17 bis 40 mobilisiert werden. Von den Zivilisten wurde erwartet, dass sie mit den Soldaten bis zuletzt kämpfen und sterben würden, und als Ergebnis umfangreicher japanischer Propaganda hatten sich die meisten japanischen Zivilisten Ende 1945 mit diesem Schicksal abgefunden.

„Wenn wir bereit sind, 20 Millionen japanische Leben zu opfern, wird der Sieg unser sein!“

Die Japaner planten auch, dass im Falle einer Invasion Japans alle alliierten Kriegsgefangenen hingerichtet werden sollten; das wären etwa 15.000 tote Amerikaner und etwa 100.000 Alliierte insgesamt gewesen, ohne die Opfer der Invasionstruppen gerechnet.

## Neuere alliierte Abschätzungen für Operation Olympic
Der US-Geheimdienst bemühte sich im Sommer 1945 weiter um möglichst genaue Abschätzungen der Verteidigungsmöglichkeiten der Japaner auf Kyūshū.

### Luftverteidigung
Ein Angriff auf die Landungsflotte schon auf See würde den Japanern deutlich leichter fallen, als es noch auf Okinawa der Fall war, wo ihre Flugzeuge einen langen Weg über See zurücklegen mussten. Zur Verteidigung Kyūshūs könnten sie über Land fliegen und benötigten zu den Schiffen nur eine kurze Distanz über Wasser. Zudem kristallisierte sich heraus, dass die Japaner fast alle ihre Kampfflugzeuge dem Kamikaze-Unternehmen unterordneten. Die Armee ging in einem Bericht im August von bis zu 5911 Flugzeugen aus. Die US Navy, die keinen Unterschied zwischen Trainings- und Kampfflugzeugen machte, schätzte die Zahl für August auf über 10.000.
So bereiteten die Alliierten ihre Flugzeugträger darauf vor, mehr Jagdflugzeuge an Bord zu nehmen und die Torpedo- und Sturzkampfbomber dagegen auszutauschen. Zusätzlich sollten B-17-Bomber zu Radarflugzeugen umgebaut werden; Vorgänger der heutigen AWACS-Maschinen.
Admiral Nimitz entwarf einen Plan zur Vortäuschung einer Invasion einige Wochen vor Olympic, bei dem eine Flotte mit Schiffen, die vom Bug bis zum Heck mit Flakgeschützen bestückt wären, auf die Insel zulaufen sollte. Wenn die Japaner mit ihren Kamikazefliegern, die nur für den Hinflug mit Treibstoff betankt waren, auf diese Schiffe träfen, würden sie schon einen Großteil ihrer Luftunterstützung für die spätere Invasion verlieren.

### Bodenverteidigung
Von April bis Juni verfolgte der US-Geheimdienst die Aufrüstung Kyūshūs, bei der auch fünf Divisionen auf die Insel verlegt wurden. Basierend auf diesen Beobachtungen sowie dem Abhören und Entschlüsseln des japanischen militärischen Funkverkehrs schätzten die Amerikaner, dass bis zum November etwa 350.000 Soldaten auf Kyūshū stationiert sein würden. Dies änderte sich aber rapide im August, als auf einen Schlag vier neue Divisionen entdeckt und die Anzeichen für weitere Verlegungen und Rekrutierungen ausgemacht wurden. Im August lag die Anzahl bei 600.000 Soldaten, mehr als das Dreifache der bisherigen Erwartungen.
Diese rasche japanische Aufrüstung veranlasste vor allem General Marshall zur Forderung drastischer Maßnahmen bezüglich der Operation Olympic. Er ging sogar soweit vorzuschlagen, einen völlig neuen Plan zu entwerfen.

### Einsatz chemischer Waffen
Durch die vorhersagbaren Windrichtungen war Japan anfällig für Gasangriffe. Solche Angriffe würden die japanischen Möglichkeiten, aus Höhlen heraus zu kämpfen, stark einschränken.
Das Genfer Protokoll von 1925 schloss den Einsatz chemischer Kampfstoffe ausdrücklich aus, aber weder die USA noch Japan hatten es unterzeichnet. Zwar hatten die Amerikaner zu Beginn des Pazifikkrieges versprochen, chemische Waffen nicht einzusetzen, aber die Japaner hatten schon gegen China in der Mandschurei (Einheit 731) Gas verwendet. Dies bot den USA ein Argument für den Einsatz chemischer Waffen.

### Einsatz atomarer Waffen
Am Abend des 16. Juli – Präsident Trumans zweitem Tag bei der Potsdamer-Konferenz – erhielt er eine kryptische Benachrichtigung, dass die Atombombe am frühen Morgen in Alamogordo, New Mexico, erfolgreich getestet worden war. Fünf Tage später erhielt er per Sonderkurier einen ausführlichen Bericht über die Testergebnisse von General Leslie Groves. Dies war am selben Tag, an dem der Militärgeheimdienst berichtete, dass die Zahl der identifizierten japanischen Kampfdivisionen auf Kyūshū auf neun gestiegen war. Am 26. Juli unterzeichneten die USA, Großbritannien und China die Potsdamer Erklärung, in der Japan zur bedingungslosen Kapitulation aufgefordert wurde. Drei Tage später gab die japanischen Presseagentur Dōmei Tsushin ein Kommuniqué bekannt, in der diese zurückgewiesen wurde.
Auf Geheiß von General Marshall befasste sich Major General John E. Hull mit dem taktischen Einsatz von Atomwaffen. Er meldete, dass am X-Day sieben Bomben zur Verfügung stehen würden, die gegen die japanischen Verteidiger eingesetzt werden könnten. Daraufhin warf Colonel Seeman ein, dass die eigenen Truppen ein durch eine Atombombe getroffenes Gebiet erst nach 48 Stunden betreten könnten; das Risiko des Fallouts sowie die tatsächliche Sprengkraft der nuklearen Bombe war den Militärs damals nicht klar, da nicht einmal die Wissenschaftler des Manhattan-Projekts genaue Aussagen dazu machen konnten.
Am Morgen des 31. Juli erhielt Präsident Truman ein Telegramm von Kriegsminister Henry Stimson, in dem um Genehmigung eines Entwurfs einer öffentlichen Erklärung gebeten wurde, die unmittelbar nach dem Abwurf der ersten Atombombe auf Japan veröffentlicht werden soll. Truman schrieb seine Antwort mit Bleistift auf die Rückseite des Stimson-Kabels, und es wurde sofort nach Washington geschickt. Darin stand: „Vorschlag genehmigt. Einsatz, wenn bereit, aber frühestens am 2. August“ (d. h. nach Trumans Abreise aus Potsdam). Dies geschah zwei Tage, bevor der Militärische Nachrichtendienst seinen Bericht über elf Divisionen auf Kyūshū veröffentlichte, der in der Empfehlung des Joint War Plans Committee zum Studium von „Alternativen zu OLYMPIC“ zitiert wurde.

### Alternative Ziele
Bedingt durch die hohe und weiter steigende Truppenkonzentration der Japaner auf Kyūshū begann der amerikanische Führungsstab mit Überlegungen zu einem Alternativplan, der die Invasion der Insel Shikoku sowie Nord-Honshū bei Sendai oder Ōminato (heute: Mutsu) einschloss. Auch eine direkte Landung in der Bucht von Tokio wurde diskutiert, da in Nord-Honshū weit weniger Verteidigungstruppen lagen. Allerdings hätte dies die Aufgabe der Luftunterstützung durch landgestützte Flugzeuge, bis auf die B-29, aus Okinawa bedeutet.

## Erwartete Opferzahlen für „Downfall“
Da von den Japanern ein aufopferungsvolles, das eigene Leben nicht schonende Verteidigungsverhalten erwartet wurde und die hohe Verteidigungsstärke bekannt war, wurden hohe Verlustzahlen als unabwendbar angesehen. Wie hoch sie genau sein würden, konnte niemand vorausbestimmen. Es existierten viele Schätzungen, die in ihren Zahlen aber weit auseinander lagen. Sie dienten zum einen der Abwägung von Pro und Contra für eine Invasion und wurden später zur Rechtfertigung der US-amerikanischen Entscheidung zum Einsatz der Atombombe herangezogen.
Beispiele:
Abschätzung des Generalstabs im April 1945:
- 456.000 Opfer, darunter 109.000 Tote bei einer Dauer von 90 Tagen für die Operation Olympic.
- Nach weiteren 90 Tagen und abgeschlossener Operation Coronet insgesamt 1,2 Mio. Opfer, darunter 267.000 Tote.

Admiral William Leahy schätzte, dass allein auf Kyūshū mehr als 250.000 Amerikaner getötet oder verwundet werden würden. General Charles Willoughby, Geheimdienstchef von General Douglas MacArthur, dem Obersten Befehlshaber des SWPA, schätzte die amerikanischen Opfer bis zum Herbst 1946 auf eine Million Mann. Willoughbys eigener Geheimdienst hielt dies für eine konservative Schätzung.
Auftragsstudie von Admiral Nimitz im Mai 1945:
- 49.000 Opfer in den ersten 30 Tagen, inklusive 5.000 auf See.

Auftragsstudie von General MacArthur im Juni 1945:
- 23.000 Opfer in den ersten 30 Tagen und 125.000 nach 120 Tagen. Diese Zahlen wurden bei einer Besprechung auf 105.000 nach unten korrigiert, um die verwundeten Soldaten, die später wieder ihren Dienst aufnehmen könnten, zu berücksichtigen.

Bei einer Konferenz mit Präsident Truman am 18. Juni variierten die Zahlen von 31.000 bis 70.000 Opfer nach 30 Tagen.
Studie von William B. Shockley für den Stab des Kriegsministers Henry L. Stimson zur Eroberung der japanischen Inseln:
- 1,7 bis 4 Mio. Opfer, davon 400.000 bis 800.000 tote Alliierte. Japanische Opfer wurden auf bis zu 10 Mio. geschätzt, eine starke zivile Verteidigung unterstellend.